# Katagiri Atsushi
Atsushi Katagiri (sinh ngày 1 tháng 8 năm 1983) là một cầu thủ bóng đá người Nhật Bản.

## Sự nghiệp câu lạc bộ
Atsushi Katagiri đã từng chơi cho Nagoya Grampus Eight, Rosario Central, Quilmes, FC Horikoshi, FC Gifu, Ventforet Kofu và MIO Biwako Shiga.